# Boris Masník (1923)
Boris Masník (18. srpna 1923 – 24. března 2011) byl český animátor.
V kojeneckém věku prodělal zánět mozkových blan, kvůli čemuž byl zcela neslyšící. Vystudoval střední grafickou školu a v roce 1944 nastoupil jako animátor. Animaci se věnoval až do začátku 21. století, podílel se na výrobě více než 100 filmů.
Významným animátorem je též jeho synovec Boris Masník.